# Championnat de Chypre de football 1968-1969
Navigation
Saison précédente Saison suivante
La saison 1968-1969 du Championnat de Chypre de football était la 31e édition officielle du championnat de première division à Chypre. Les douze meilleurs clubs du pays se retrouvent au sein d'une poule unique, la Cypriot First Division, où ils s'affrontent 2 fois, à domicile et à l'extérieur. En fin de saison, le dernier du classement est relégué en deuxième division et remplacé par le champion de D2.
C'est le club de l'Olympiakos Nicosie, champion il y a 2 saisons et de retour du championnat grec, qui remporte le 2e titre de champion de Chypre de son histoire après avoir fini en tête du championnat. L'Olympiakos devance l'Omonia Nicosie à la différence de buts et le Pezoporikos Larnaca se classe 3e à seulement 2 points. Le tenant du titre, l'AEL Limassol, a pris part au championnat grec, qu'ils ont terminé à la 18e et dernière place : ils retrouveront le championnat chypriote la saison prochaine.
Comme la saison dernière, l'Olympiakos Nicosie, vainqueur du championnat, obtient le droit de participer à nouveau au Championnat de Grèce de football, au même titre que n'importe quel club grec (en cas de relégation sportive, il retrouve la première division chypriote).

## Les 12 clubs participants
| - ASIL Lysi - Olympiakos Nicosie - APOEL Nicosie - Omonia Nicosie - Aris Limassol - EPA Larnaca | - Alki Larnaca - Pezoporikos Larnaca - Anorthosis Famagouste - Nea Salamina - Apollon Limassol - Evagoras Paphos - Promu de D2 |

## Compétition

### Classement
Le barème utilisé pour établir le classement est le suivant :
- Victoire : 2 points
- Match nul : 1 point
- Défaite : 0 point

| Rang | Équipe                | Pts | J  | G  | N  | P  | Bp | Bc | Diff |
| ---- | --------------------- | --- | -- | -- | -- | -- | -- | -- | ---- |
| 1    | Olympiakos Nicosie    | 30  | 22 | 12 | 6  | 4  | 51 | 18 | +33  |
| 2    | Omonia Nicosie        | 30  | 22 | 12 | 6  | 4  | 41 | 18 | +23  |
| 3    | Pezoporikos Larnaca   | 28  | 22 | 12 | 4  | 6  | 35 | 25 | +10  |
| 4    | EPA Larnaca           | 24  | 22 | 8  | 8  | 6  | 39 | 41 | -2   |
| 5    | Apollon Limassol      | 23  | 22 | 8  | 7  | 7  | 40 | 33 | +7   |
| 6    | ASIL Lysi             | 23  | 22 | 10 | 3  | 9  | 24 | 29 | -5   |
| 7    | Anorthosis Famagouste | 22  | 22 | 7  | 8  | 7  | 28 | 27 | +1   |
| 8    | APOEL Nicosie C       | 20  | 22 | 9  | 2  | 11 | 32 | 33 | -1   |
| 9    | Nea Salamina          | 19  | 22 | 6  | 7  | 9  | 30 | 41 | -11  |
| 10   | Aris Limassol         | 19  | 22 | 5  | 9  | 8  | 24 | 37 | -13  |
| 11   | Alki Larnaca          | 16  | 22 | 3  | 10 | 9  | 24 | 34 | -10  |
| 12   | Evagoras Paphos P     | 10  | 22 | 2  | 6  | 14 | 19 | 51 | -32  |

|  | Qualification pour la Coupe des clubs champions 1969-1970 Participation au championnat de Grèce de football 1969-1970 |
|  | Qualification pour la Coupe des Coupes 1969-1970                                                                      |
|  | Relégation directe en deuxième division                                                                               |
|  | T : Tenant du titre C : Vainqueur de la Coupe de Chypre P : Promu de deuxième division                                |

## Bilan de la saison
| Championnat de Chypre de football 1968-1969 |                               |
| Champion                                    | Olympiakos Nicosie (3e titre) |
| Coupes et trophées                          |                               |
| Vainqueur de la Coupe de Chypre 1968-1969   | APOEL Nicosie                 |
| Vainqueur de la Supercoupe de Chypre        | AEL Limassol                  |
| Qualifications continentales                |                               |
| Coupe des clubs champions 1969-1970         | Olympiakos Nicosie            |
| Coupe des Coupes 1969-1970                  | APOEL Nicosie                 |
| Promotions et relégations                   |                               |
| Promus en Cypriot First Division            | EN Paralimni                  |
| Relégués en Cypriot Second Division         | Evagoras Paphos               |